# Edinaldo Batista dos Santos
Edinaldo Batista dos Santos (født 2. april 1987) er en tidligere brasiliansk fodboldspiller.